# ユルドゥズ級ミサイル艇
ユルドゥズ級ミサイル艇（英語: Yildiz Class Missile Boat）は、トルコ海軍のミサイル艇の艦級。トルコのイスタンブールにあるタシュクザク工廠によって2隻が建造された。イルディズ級と表記されることもある。
2023年時点で、2隻とも運用中である。

## 設計
本級は1991年6月に発注され、1996年に就役した（就役日は2隻とも5月とする資料と、6月3日と9月19日とする資料がある）。設計はドイツのリュールセン造船所が担当しており、前級であるドーアン級ミサイル艇（FPB57型）の船体に、より高性能な武器システムを搭載したものとなっている。なお、本級の発展型としてはクルチ級ミサイル艇が存在する。
船型はミサイル艇では一般的な平甲板型で、船体中央部のやや艦首寄りに艦橋と上部構造物がある。満載排水量は433t、全長は57.8ｍ、最大幅は7.6m、喫水は2.7mで、乗員は士官6名を含む45名である。機関はリュールセン系列の高速戦闘艇に特有のMTUディーゼルエンジン4基を使う4軸推進の構成であり、主機にMTU 16V 538TB92を採用し、合計出力は15,120hpである。最大速力は38ノット、航続距離は30ノット時で1,050海里となっている。

## 装備
砲熕兵器は、艦首にオート・メラーラ社のコンパット62口径76mm両用砲を1基、艦尾にエリコン社の90口径35mm連装機関砲塔を1基搭載している。艦対艦ミサイルはアメリカ製のハープーンで、後方に4連装発射筒2基を装備している。
戦闘情報システムとしては、シグナール/トムソンCFS社のTACTICOSを採用している。射撃指揮装置はレーダー式のエリコン/コントラバス TMX（I/Jバンド）と光学式のLIOD Mk2を搭載し、ほかにヘリコプター・データリンク兼トランスポンダーを備えている。レーダーにはGバンドのシーメンス/プレッシー AW6ドルフィン対水上捜索レーダーと、Iバンドのレイカル/デッカ TM1226航海レーダーを搭載しており、ソナーは装備していない。電子戦・対抗装備としては、レイカル カットラス電波探知機と、Mk 36 SRBOCチャフ発射機がある。

## 同型艦
| 番号  | 艦名               | 建造所           | 発注       | 就役           | 状況 |
| ----- | ------------------ | ---------------- | ---------- | -------------- | ---- |
| P 348 | ユルドゥズ Yildiz  | タシュクザク工廠 | 1991年 6月 | 1996年 6月3日  | 現役 |
| P 349 | カライェル Karayel | タシュクザク工廠 | 1991年 6月 | 1996年 9月19日 | 現役 |